# Sörby, Ronneby kommun

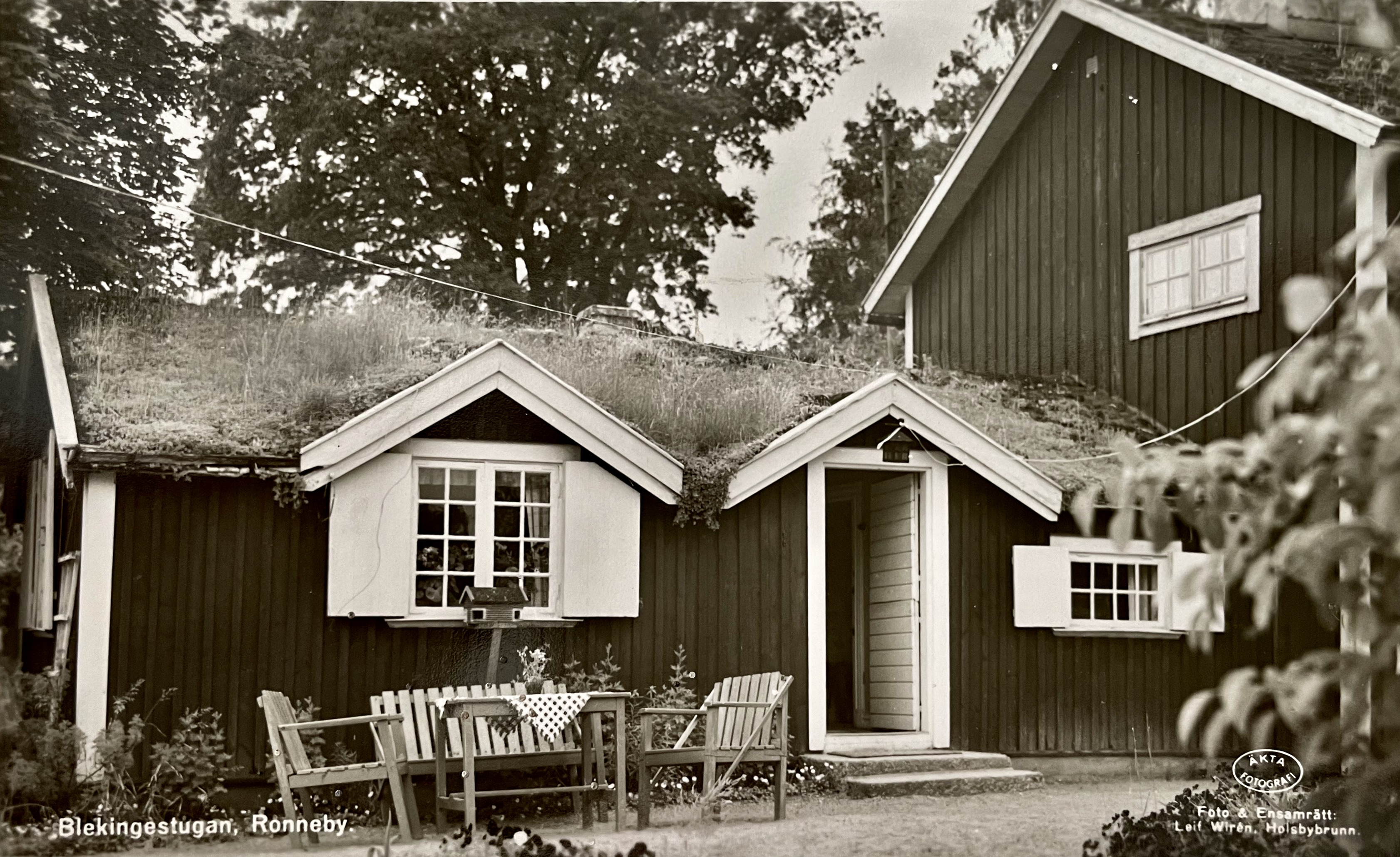
Blekingestugan vid Silverforsen i Sörby omkring 1950. I denna stuga föddes och dog Rebecka Svensson (1879-1954).

Sörby är ett bostadsområde beläget norr om centralorten Ronneby, Blekinge län, och gränsar till de sydligaste delarna av Kallinge tätort.
I Sörby var Rebecka Svensson, född i en stuga vid Silverforsen den 17 maj 1879, död i samma stuga den 29 januari 1954. Hon var en svensk föreningsaktiv kvinna, som kom att bli känd för sin brevväxling med författaren och poeten Dan Andersson.